# Coupe d'Angleterre de football 1932-1933
Navigation
Coupe d'Angleterre 1931-1932 Coupe d'Angleterre 1933-1934

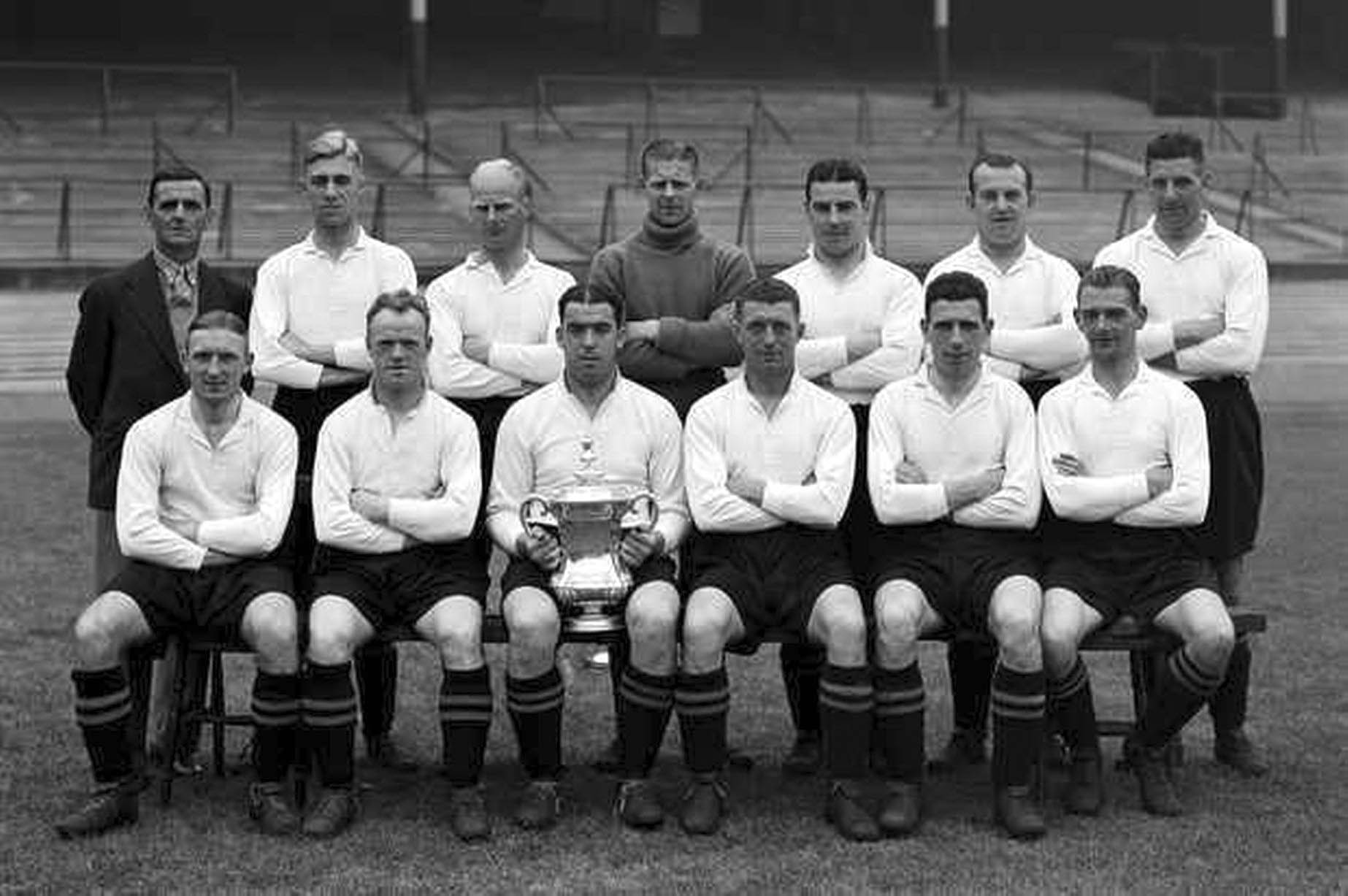
Équipe d'Everton en 1933.

La Coupe d'Angleterre de football 1932-1933 est la 58e édition de la Coupe d'Angleterre, la plus ancienne compétition de football, la Football Association Challenge Cup (généralement connue sous le nom de FA Cup).
Everton remporte la compétition pour la deuxième fois de son histoire, battant Manchester City en finale sur le score de 3 à 0 à Wembley à Londres.

## Compétition

### Quarts de finale
Les quarts de finale ont lieu le 4 mars 1933.
| Équipe 1        | Résultat | Équipe 2                 |
| --------------- | -------- | ------------------------ |
| Burnley         | 0 - 1    | Manchester City          |
| Derby County    | 4 - 4    | Sunderland               |
| Everton         | 6 - 0    | Luton Town Football Club |
| West Ham United | 4 - 0    | Birmingham               |

Match d'appui le 8 mars 1933 :
| Équipe 1   | Résultat | Équipe 2     |
| ---------- | -------- | ------------ |
| Sunderland | 0 - 1    | Derby County |

### Demi-finales
Les demi finales ont lieu le 18 mars 1933, tous les matchs ont lieu sur terrain neutre.
| Équipe 1        | Résultat | Équipe 2        |
| --------------- | -------- | --------------- |
| Everton         | 2 – 1    | West Ham United |
| Manchester City | 3 – 2    | Derby County    |

### Finale
| Finale de la coupe d'Angleterre 1932-1933 | Everton | 3 – 0   | Manchester City | Wembley, Londres     |                      |
| 29 avril 1933                             |         | (1 – 0) |                 | Spectateurs : 92 950 | Spectateurs : 92 950 |